# Discogs
Discogs je mrežna stranica i baza podataka koja sadrži informacije o glazbenicima, njihovim diskografijama, albumima, singlovima i svim ostalim objavljivanja. Nastala je u listopadu 2000. godine, a osnovao ju je DJ i programer Kevin Lewandowski. Vlasnik Discogsa je tvrtka Zink Media, Inc. koja se nalazi u Portlandu (Oregon).

## Vanjske poveznice
- Službena stranica
- Discogs Wiki